# Pynnänjärvi
Pynnänjärvi eller Pynnöjärvi är en sjö i Finland. Den ligger i kommunen Urdiala i landskapet Birkaland, i den södra delen av landet, 140 km nordväst om huvudstaden Helsingfors. Pynnänjärvi ligger 110,9 meter över havet. Den ligger vid sjön Ameenjärvi. I omgivningarna runt Pynnänjärvi växer i huvudsak blandskog. Arean är 85,9 hektar och strandlinjen är 9,23 kilometer lång. Sjön  ingår i Kumo älvs huvudavrinningsområde. 